# Décembre 1852
Cette page présente les faits marquants du mois de décembre 1852.

## Événements
- Affaire des Lieux Saints opposant la Russie et la Turquie : catholiques (France) et orthodoxes (Russie) se disputent la garde des Lieux Saints. La Turquie donne finalement satisfaction à la France (voir aussi: guerre de Crimée).

- 2 décembre :
  - Entrée solennelle de Louis-Napoléon Bonaparte à Paris, il prend le nom de Napoléon III.
  - Convention commerciale franco-belge. Le traité de 1845 était suspendu depuis décembre 1851, après que nombre d’opposants au coup d’État se sont réfugiés en Belgique.

- 8 décembre (Canada) : l’Université Laval est dotée d’une charte royale ; le 6 mars 1853, le pape Pie IX autorise l’archevêque de Québec à conférer les degrés en théologie.

- 19 décembre : début du ministère de la Peelite coalition du comte d'Aberdeen, Premier ministre du Royaume-Uni (fin en 1855).

- 29 décembre : les Taiping prennent Hankou.

- 30 décembre, France : le juriste Raymond-Théodore Troplong devient Président du Sénat, remplaçant le prince Jérôme Bonaparte après la démission de celui-ci. Il conservera cette fonction pendant pratiquement tout le Second Empire, jusqu'à sa mort en 1869.

## Naissances
- 15 décembre : Henri Becquerel, physicien français.
- 19 décembre : Albert Abraham Michelson, physicien américain.
- 23 décembre : Miguel Faílde, compositeur et musicien cubain († 26 décembre 1921).

## Décès
- 18 décembre : Horatio Greenough, sculpteur américain (° 1805).